# Entdeckungsgeschichte der Dinosaurier
Die Entdeckungsgeschichte der Dinosaurier fasst die Funde und Forschungsarbeiten zusammen, die zum heutigen Verständnis der Dinosaurier führten. Fossilien von Dinosauriern sind mittlerweile von sämtlichen Kontinenten bekannt – einschließlich Antarktika – und stammen aus Gesteinsschichten, die zwischen 66 und 245 Millionen Jahre alt sind. Die Vögel gelten als die direkten Nachfahren der Dinosaurier, sind also die einzigen heutigen Nachkommen dieser Lebewesen. Dinosaurierfossilien werden bereits seit Tausenden von Jahren gefunden. So wurden sie zum Beispiel in China als Drachenknochen interpretiert und könnten den Stoff für die Greifensage geliefert haben. Die wissenschaftliche Erforschung der Dinosaurier begann im 19. Jahrhundert in England. Die Gruppenbezeichnung ‚Dinosauria‘ wurde 1842 von dem Anatomen Richard Owen geprägt, unter der er seinerzeit drei Gattungen vereinte. In der zweiten Hälfte des 19. Jahrhunderts wurde vor allem aus Nordamerika eine Vielzahl von Gattungen beschrieben, welche durch die berühmten „Knochenkriege“ ans Licht kamen, die zwischen den beiden Rivalen Othniel Marsh und Edward Cope ausgetragen wurden. Die Fossilien aus den Grabungskampagnen in der Tendaguru-Formation von 1909 bis 1911 im damaligen Deutsch-Ostafrika und ihre Erforschung gehören nicht nur für das Museum für Naturkunde in Berlin, sondern auch international zu den bedeutendsten Funden von Dinosauriern. Heute werden wichtige Entdeckungen auch in vielen anderen Regionen der Erde gemacht, einschließlich Indien, Argentinien, Madagaskar, Antarktika und insbesondere China. Seit den 1970ern wird die Forschung an Dinosauriern im Zuge der Dinosaurier-Renaissance intensiv betrieben.
Auch aus Deutschland stammen viele wichtige Entdeckungen – derzeit laufen mehrere Grabungsprojekte. Der folgende Text legt deshalb einen Schwerpunkt auf die Funde bzw. ihre Erforschung in Deutschland.

## Frühe Entdeckungen
Dinosaurierfossilien sind schon vor Hunderten, wahrscheinlich Tausenden von Jahren gefunden worden, obwohl ihre wahre Natur nicht erkannt wurde. Womöglich erhielten erstmals fossile Trittsiegel die Aufmerksamkeit von Menschen, lange bevor fossile Knochen beachtet wurden. So ergaben Forschungen des französischen Paläontologen Paul Ellenberger über die südafrikanischen San, dass diese mit Dinosaurierspuren sehr vertraut waren – sie fertigten sogar Zeichnungen der Spurenerzeuger an, die Iguanodonten ähnlich sehen. Ein südamerikanisches Volk hatte bei den dreizehigen Spuren von theropoden Dinosauriern Symbole in den Fels geritzt, die gigantische Vögel zeigten. Trittsiegel im Rheintal in Deutschland könnten die Nibelungensage mit Siegfried dem Drachentöter beeinflusst haben. Im alten China fand man bereits vor etwa 2000 Jahren Fossilien, die von Chang Qu als Drachenknochen beschrieben wurden und vielleicht von Dinosauriern stammten. Antike Steppenvölker könnten die Greifensage aufgrund von Funden von Protoceratops-Knochen in den Ödländern Zentralasiens ersonnen haben.
Im Jahr 1677 beschrieb Robert Plot, der erste Kustos des Ashmolean Museums in Oxford, England, das ungewöhnlich große Fragment eines Oberschenkelknochens, das in einem Steinbruch bei Cornwell, Oxfordshire, entdeckt wurde. Plot vermutete zuerst, es handele sich um die Knochen eines Elefanten, der mit den Römern nach Britannien gekommen war. Als sich jedoch zeigte, dass Elefantenknochen völlig anders aussehen, bemerkte Plot eine scheinbare Ähnlichkeit mit Menschenknochen und schrieb die Knochen einem Riesen der biblischen Vorsintflut zu. Zwar ist das Fundstück heute verloren gegangen, anhand einer Zeichnung kann man den Knochen aber als unteres Ende eines Oberschenkelknochens von Megalosaurus identifizieren.

## 19. Jahrhundert

### Entdeckungen in England und die Erstbeschreibung der Dinosaurier
Der Erste, der über eine Gruppe urzeitlicher Riesenreptilien Bescheid wusste und danach forschte, war der englische Arzt Gideon Mantell. Bereits im Jahre 1820 fand seine Frau Mary Mantell den ersten fossilen Zahn, den er einige Jahre später und nach weiteren Funden Iguanodon nannte.
Der erste Dinosaurier, der als solcher erkannt und beschrieben wurde, wurde jedoch anhand eines Kieferfragments mit Zähnen identifiziert, das der Amateurpaläontologe William Buckland nahe Oxford gefunden hatte. Das Tier, das zum ersten Mal in einem von James Parkinson im Jahr 1822 veröffentlichten Artikel erwähnt wurde, wurde Megalosaurus bucklandi („Bucklands Riesenechse“) genannt. Man stellte sich das Tier als riesiges, auf vier Beinen laufendes, waranähnliches Wesen vor.
Buckland jedoch interessierte sich nicht so sehr für diese Riesenechsen, sondern suchte vielmehr nach Beweisen für die biblische Sintflut. Nach seinen Vorstellungen musste man diese neue Wissenschaft der Urzeitwesen, von Buckland „Untergrundwissenschaft“ genannt, mit der Kirche in Einklang bringen, damit sie im damaligen strenggläubigen Europa Anerkennung fand. Erst als er im Jahr 1824 einen Artikel Gideon Mantells las, wo dieser die fossilen Zähne erwähnte, die er nun Iguanodon nannte, sah Buckland seinen Ruhm, das erste Riesenreptil entdeckt zu haben, gefährdet, und brachte selbst eine umfangreichere wissenschaftliche Beschreibung des Megalosaurus heraus.
Im Jahr 1825 veröffentlichte auch Gideon Mantell die Beschreibung des Iguanodons. Den Namen leitete er von den leguanähnlichen Zähnen ab, übersetzt bedeutet Iguanodon „Leguan-Zahn“. Zwar hatte er bereits um 1820 auch Knochen und nicht nur Zähne gefunden, allerdings schrieb er diese Funde noch einem Ichthyosaurus zu.
Den Begriff Dinosauria prägte jedoch ein anderer, der englische Anatom Richard Owen. Im Jahr 1842 fasste er Megalosaurus und Iguanodon mit einer weiteren Gattung, Hylaeosaurus, zu einer Gruppe zusammen, die er Dinosauria nannte.

### Erste Entdeckungen in Amerika und die „Knochenkriege“
Im Jahr 1858 wurde dann das erste fast vollständige Dinosaurierskelett in Nordamerika entdeckt. William Parker Foulke hörte von dem Fund eines Arbeiters, der im Mergel einer Farm nahe Haddonfield (New Jersey) Knochen gefunden hatte. Er stellte schnell die Wichtigkeit dieses Fundes fest. Der Anatom Joseph Leidy, der das Tier genauer untersuchte, nannte es zu Ehren des Entdeckers Hadrosaurus foulkii. Der Fund zeigte zur Überraschung vieler Forscher auch, dass dieser Dinosaurier wohl zweibeinig lief. Foulkes Fund löste in den USA eine wahre Dinomanie aus.

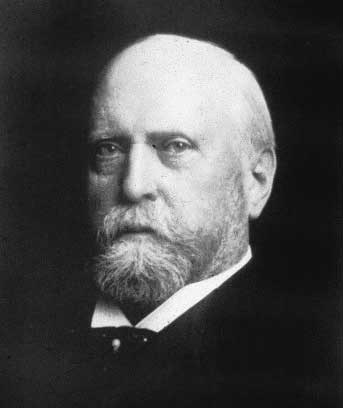
Othniel Charles Marsh

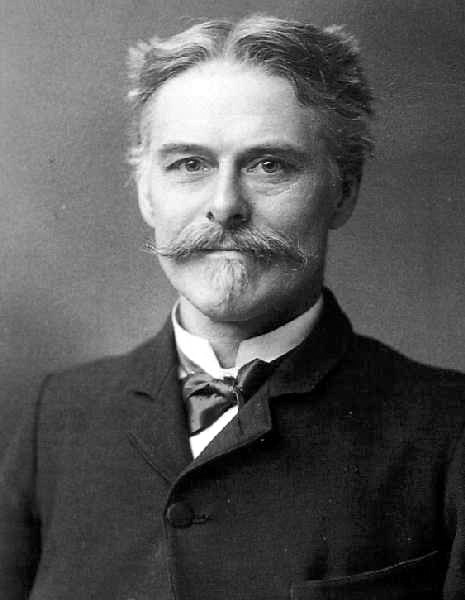
Edward Drinker Cope

In den Folgejahren begann dann eine Feindschaft zwischen zwei berühmten Dinosaurierforschern, Edward Drinker Cope und Othniel Charles Marsh, die in den berühmten „Knochenkriegen“ eskalierte. Vielleicht begann der Streit im Jahr 1870, als Cope scharfe Kritik seitens Marsh erhielt, als er den Schädel des neu entdeckten, seltsamen Meeresreptils Elasmosaurus am falschen Ende des Körpers platzierte. Dies startete die Missgunst und Eifersucht der beiden Forscher und einen Streit, der erst nach 30 Jahren im Jahr 1897 nach dem Tod Copes endete. Jeder der beiden Kontrahenten versuchte mit seinem Team, immer mehr Dinosaurierknochen zu finden als der andere – mit allen Mitteln. Sie zerstörten sich gegenseitig viele Knochenfunde, weitere Knochen fielen auch dem Dynamit zum Opfer, mit dem damals Knochen freigesprengt wurden. Das Resultat der Rivalität waren 142 neu entdeckte Dinosaurierspezies, wozu Marsh 86 Arten und Cope 56 Arten beitrug. Seitdem wurden auf der ganzen Welt Dinosaurierfossilien gefunden.
In dieser Zeit wurden viele Dinosauriergattungen und -arten mehrfach benannt, teils durch den jeweiligen Konkurrenten oder auch in dem Bestreben, möglichst viele Arten zu entdecken, und durch ein übereiltes Vorgehen von einem der Kontrahenten.
Obwohl Dinosaurier anfangs als lebhafte, agile Tiere galten, wurde dieses Bild durch die Entdeckungen von Marsh und Cope verändert. So hielt man Dinosaurier zunehmend für langsame und unbeholfene Kreaturen. Einen Sauropoden beschrieb Marsh aufgrund seines im Vergleich zur Körpergröße lächerlich klein erscheinenden Kopfes sogar als Morosaurus („dumme Echse“). Weil Cope diese Gattung jedoch zuerst beschrieben hatte, wird heute seine Bezeichnung Camarasaurus benutzt. Erst seit den 70er Jahren näherte sich die wissenschaftliche Meinung wieder dem ursprünglichen Bild von lebhaften, aktiven Tieren an.

### Entdeckungen in Deutschland:Plateosaurus,StenopelixundCompsognathus
Der erste in Deutschland entdeckte Dinosaurier wurde bereits 1834 entdeckt, einige Jahre bevor die Gruppe Dinosauria beschrieben wurde. Die Knochen wurden vom Nürnberger Arzt Friedrich Engelhardt in einer Tongrube östlich von Nürnberg in Schichten der späten Trias entdeckt. Engelhardt überließ die Knochen Hermann von Meyer, der heute als Begründer der Wirbeltierpaläontologie in Deutschland gilt. Meyer beschrieb den Fund erstmals 1837 unter dem Namen Plateosaurus engelhardti und merkte an, dass er mit dem aus England stammenden Iguanodon und Megalosaurus verwandt sei. 1847 tauchte dann ein fast komplettes, aber schädelloses Plateosaurus-Skelett in Degerloch bei Stuttgart auf. Zwar schrieb es Theodor Plieninger 1857 zuerst dem Belodon zu (einem Phytosaurier), Friedrich von Huene bezeichnete es später aber als Gresslyosaurus plieningeri, der heute als Synonym mit Plateosaurus gilt. Weitere Knochen, die 1856 bei Tübingen entdeckt wurden, schrieb der Paläontologe Friedrich August von Quenstedt 1867 dem Zanclodon zu – auch dieser Name ist heute ungültig und mit Plateosaurus identisch. Von Quenstedt stammt auch die Bezeichnung „Schwäbischer Lindwurm“ für den Plateosaurus, der früher populär war, heute aber veraltet ist. In der Folgezeit konnten viele weitere Plateosaurus-Funde besonders aus Baden-Württemberg untersucht werden, die meistens unter den Namen Belodon, Gresslyosaurus oder Zanclodon erstbeschrieben wurden.
Ein anderer Fund tauchte 1855 aus dem Obernkirchen-Sandstein aus dem Harrl, einem Höhenzug der Bückeberge in Niedersachsen, auf und wurde 1857 von Meyer als Stenopelix valdensis beschrieben. Es handelt sich um ein Teilskelett ohne Schädel, welches aus dem Wealden stammt und damit zur frühen Kreide (Berriasium) gehört. Die systematische Einordnung bereitete Schwierigkeiten. Erst 1887 wurde der Fund von Ernst Koken den Dinosauriern zugeordnet, die genauere Einordnung blieb jedoch weiterhin umstritten. Franz Baron von Nopcsa stellte 1917 eine eigene Familie Stenopelyxidae auf, hielt das Tier jedoch später für einen Hypsilophodontiden. Heute gilt Stenopelix meistens als urtümlicher Vertreter der Pachycephalosauria.
1859 beschrieb Johann Andreas Wagner den Compsognathus longipes, einen kleinen Fleischfresser, den der Sammler Joseph Oberndorfer in den Solnhofener Plattenkalken in Niederbayern gefunden hatte. Der Fund ist ein nahezu vollständiges Skelett, das von Wagner jedoch als Eidechse bezeichnet wurde – erst 1896 bestätigte Othniel Marsh die Zugehörigkeit zu den Dinosauriern. Der Steinbruch, aus dem das Fossil stammt, ist nicht bekannt, da Oberndorfer ihn geheim hielt – bei einem Steinbruch nahe Riedenburg könnte es sich allerdings um den Fundort handeln. Die Solnhofener Plattenkalke, eine weltweit einzigartige Fossillagerstätte, sind besonders durch den Urvogel Archaeopteryx bekannt. Ein jüngerer, 2001 beschriebener Fund ist der ebenfalls sehr primitive Vogel Wellnhoferia grandis.

## 20. Jahrhundert

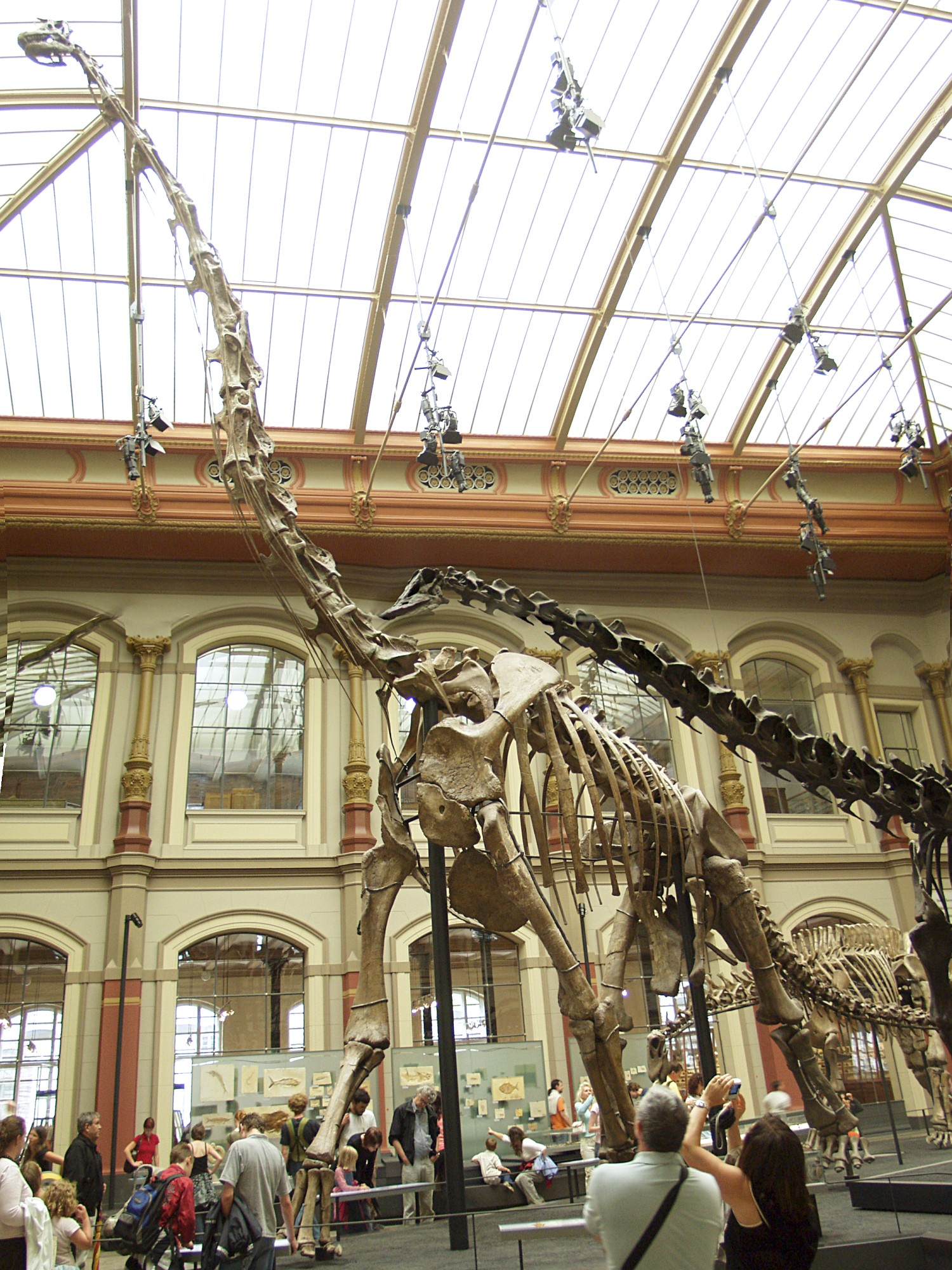
Brachiosaurus im Berliner Naturkundemuseum nach Abschluss der Überarbeitung 2007

Im Jahr 1902 fand der Fossiliensammler Barnum Brown in Montana, USA, ein riesiges Teilskelett, welches von Henry Osborn 1905 als Tyrannosaurus rex beschrieben wurde. Lange Zeit galt dieser bis zu vierzehn Meter lange und sechs Tonnen schwere Gigant als das größte fleischfressende Landtier. In den Folgejahren wurden auch die großen Fundstellen am Red Deer River in Alberta entdeckt, wo man unter anderem auf den Horndinosaurier Styracosaurus stieß.
1909 startete das Berliner Museum für Naturkunde eine große Expedition unter der Leitung von Werner Janensch nach Deutsch-Ostafrika, dem heutigen Tansania. Ziel war ein kleiner Ort namens Tendaguru, aus dem bereits Funde gemeldet worden waren. Unter den spektakulären Funden, die diese Expedition hervorbrachte, waren neben dem Kentrosaurus (ein Stegosaurier) auch Skelette des Brachiosaurus. Die Funde sind heute im Berliner Museum für Naturkunde zu besichtigen; ein aus den Knochen von mehreren Individuen bestehendes Brachiosaurus-Skelett ist mit 13,27 m das höchste aufgebaute Dinosaurierskelett weltweit.
Der deutsche Forscher Ernst Freiherr Stromer von Reichenbach entdeckte zwischen 1911 und 1914 mit seinem deutschen und ägyptischen Team in der ägyptischen Bahariyya-Oase fossile Reste dreier fleischfressender theropoder Dinosaurier: Bahariasaurus, Carcharodontosaurus und Spinosaurus. In den 1930er Jahren fand er Knochenreste des pflanzenfressenden „Elefantenfuß-Dinosauriers“ (Sauropoden) Aegyptosaurus. Stromer beschrieb Spinosaurus (Dornen-Echse) 1915, Carcharodontosaurus (wegen der Ähnlichkeit der Zähne mit denen des riesigen Haifisches Carcharodon) 1931, Aegyptosaurus 1932 und Bahariasaurus 1934 (Echse aus Bahariyya).
Eine US-amerikanische Expedition fand in der inneren Mongolei Skelette und Nester mit Eiern vom Protoceratops, sowie die Skelette eines Protoceratops und eines Velociraptors, die sich mitten in einem Kampf befanden und vermutlich von einem Sandsturm überrascht wurden.
In der Mitte des 20. Jahrhunderts fand man vor allem in China große Mengen an Dinosaurierfossilien. Darunter war der extrem langhalsige Sauropode Mamenchisaurus.

### Entdeckungen aus Deutschland

#### Plateosaurusund andere Prosauropodenfunde
Die größten Dinosauriergrabungen in Deutschland wurden in Trossingen (Baden-Württemberg) und Halberstadt (Sachsen-Anhalt) durchgeführt und brachten unzählige Plateosaurus-Funde zum Vorschein. Allein aus Trossingen wurden während drei großen Grabungen auf einer 80.000 Quadratmeter großen Fläche 750.000 Kubikmeter Erde abgetragen; insgesamt wurden fast 100 Funde gemacht, darunter 35 vollständige oder fast vollständige Skelette. Die erste Trossinger Grabung (1911–1912) leitete der deutsche Paläontologe Eberhard Fraas, welcher durch einen Mittelfußknochen auf den Fundort aufmerksam wurde, den Kinder beim Spielen entdeckt hatten. Die zweite Grabung (1921–1923) wurde von Friedrich von Huene geleitet und vom American Museum of Natural History in New York mitfinanziert, welches auch ein Skelett erhielt. Die dritte und letzte Grabung im Jahr 1932, geleitet von Reinhold Seemann, fand kurz vor dem offiziellen Grabungsabschluss ein Ende, als ein Arbeiter durch einen Steinschlag getötet und ein weiterer verletzt wurde.
In Halberstadt wurden Arbeiter in einer Tongrube einer Ziegelei auf ein durch Sprengungen zerstörtes Skelett aufmerksam. Einige Knochen wurden zu dem Paläontologen Otto Jaekel geschickt, welcher 1909 die Grabungen startete. Ab 1923 übernahm Werner Janensch die Leitung weiterer Grabungen; die letzten Funde wurden 1937 und 1938 unter der Leitung von August Hemprich gemacht. Insgesamt stammen aus Halberstadt zwischen 39 und 50 Skelette, wobei jedoch viele bei einem Bombenangriff auf Berlin im Jahr 1943 zerstört wurden.
Neben diesen beiden großen Fundorten gibt es viele weitere Plateosaurus-Funde in Deutschland; allein in Baden-Württemberg sind fast 20 Fundorte bekannt, wobei sich die meisten östlich von Nürnberg befinden. Bemerkenswert ist beispielsweise ein Knochenlager in Ellingen, das beim Bau eines Hauses entdeckt wurde; ein anderer Fund wurde 1988 beim Bau des Rhein-Main-Donau-Kanals gemacht.
Ein weiterer in Deutschland häufiger Prosauropode ist Sellosaurus, der erstmals 1908 von Huene anhand eines Teilskeletts beschrieben wurde. Ein anderer Fund wurde als Efraasia beschrieben, welcher aber später lange als juveniler Sellosaurus galt. Heute wird die Gattung Sellosaurus als ungültig betrachtet: Die Art Sellosaurus gracilis wird dem Plateosaurus zugeschrieben (Plateosaurus gracilis), während Efraasia mit der Art Efraasia minor kürzlich den Status einer eigenen Gattung zurückerhielt. Die Plateosaurierfunde aus Deutschland wurden lange nicht beachtet, erst in den letzten 30 Jahren gab es intensive Studien, wodurch die Art Plateosaurus engelhardti heute zu den am besten bekannten Dinosauriern gehört.

#### Weitere Knochenfunde

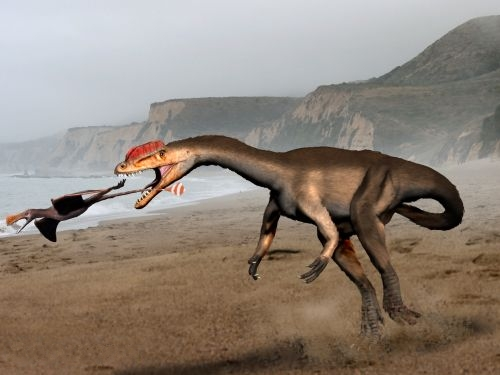
Liliensternus

Neben Prosauropoden wurden auch Predatoren aus der Trias Deutschlands nachgewiesen. Im Jahr 1908 beschrieb von Huene Halticosaurus longotarsus anhand von spärlichen Überresten, die bei Pfaffenhofen im Stromberg (Baden-Württemberg) entdeckt wurden, und 1932 und 1933 fand Hugo Rühle von Lilienstern zwei Teilskelette bei Hildburghausen (Thüringen). Die beiden Teilskelette, die bis heute die vollständigsten Funde größerer Theropoden in Deutschland darstellen, beschrieb von Huene zu Ehren Liliensterns als Halticosaurus liliensterni. Ein zusammengedrückter Schädel wurde 1921 ebenfalls im Stromberg entdeckt und als dritte Halticosaurus-Art als Halticosaurus orbitoangulatus beschrieben. Neuere Untersuchungen zeigen jedoch, dass es sich bei Halticosaurus orbitoangulatus um ein Krokodil und bei Halticosaurus liliensterni um eine eigene Art handelt; Welles (1984) beschrieb sie als Liliensternus liliensterni. Weitere Funde, darunter Knochen aus Halberstadt, könnten ebenfalls zu Liliensternus gehören.
Weitere Funde der Triaszeit schließen Procompsognathus aus Baden-Württemberg und Avipes aus Thüringen mit ein. Procompsognathus wurde von Eberhard Fraas 1913 anhand von zwei fossiltragenden Gesteinsblöcken beschrieben, die 1909 im Stubensandstein gefunden wurden. Paul Sereno und Rupert Wild (1991) hielten den Fund für eine Chimäre – so sei nur das Restskelett einem Syntarsus-ähnlichen Theropoden zuzuordnen, während der Schädel zu dem Krokodil-Verwandten Saltoposuchus gestellt werden müsse. Später zeigte sich, dass beide Skelettteile wahrscheinlich zum selben Tier gehörten. Die systematische Einordnung von Procompsognathus ist noch immer umstritten – David Allen (2004) kommt zu dem Ergebnis, dass es sich nicht um einen Dinosaurier, sondern um einen basaleren Ornithodira handelte. Avipes (Huene, 1932) ist durch Mittelfußknochen bekannt, der Status als Dinosaurier ist jedoch umstritten.
1963 wurden in einer Tongrube bei Greifswald (Mecklenburg-Vorpommern) Knochen aus dem frühen Jura entdeckt, die der Leiter der Grube dem Studenten Werner Ernst übergab. Der Fund, der aus einem Schädel und einigen anderen Knochen besteht, gelangte in die Universität Greifswald, wurde aber erst 1991 von Hartmut Haubold als Emausaurus ernsti beschrieben. Heute gilt Emausaurus oft als primitiver Thyrephore, der weder zu den Ankylosauriern, noch zu den Stegosauriern gehört; es könnte sich jedoch auch um einen primitiven Vertreter der Stegosauria gehandelt haben. Ein anderer Fund wurde 1982 im Wiehengebirge (Nordrhein-Westfalen) gemacht: Zusammen mit Knochen des Riesenfisches Leedsichthys fand man einige Knochen, die dem Stegosaurier Lexovisaurus zugeschrieben wurden – diese Zuordnung konnte jedoch von neueren Untersuchungen nicht bestätigt werden.
Im Museum Hauff in Holzmaden war ein als Plesiosaurier-Humerus bezeichnetes Fossil ausgestellt, das im Posidonienschiefer bei Ohmden gefunden wurde. Der Paläontologe Rupert Wild erkannte jedoch, dass es sich um das rechte Hinterbein eines kleinen Sauropoden handelte, und beschrieb den Fund 1978 als Ohmdenosaurus liasicus. Bis heute konnte dieser primitive Sauropode nicht genauer eingeordnet werden. Mindestens ein Wirbelknochen eines weiteren Sauropoden stammt aus Schichten des späten Jura aus Nordbayern und wird traditionell dem Cetiosauriscus zugeordnet.
In den Jahren 1980 bis 1982 fand in Nehden im Sauerland (Nordrhein-Westfalen) eine bedeutende Grabung statt, bei der die Knochen von 15 bis 20 Individuen des Iguanodon geborgen werden konnten. Neben der häufigeren Art Iguanodon atherfieldensis wurde auch Iguanodon bernissartensis nachgewiesen, bemerkenswert ist auch der Fund eines Jungtieres. Die Grube war bereits vor der Grabung bei Mineraliensammlern beliebt, die auch die ersten Knochen fanden. Die Funde wurden von David Norman wissenschaftlich bearbeitet, welcher auch Hinweise auf eventuelle Hypsilophodonten und Theropoden fand.

#### Fußspurenfunde aus Deutschland
Fußspuren von Dinosauriern aus der Trias finden sich besonders in Franken, wo die Spuren vieler kleiner Theropoden gefunden wurden. Charakteristisch ist das Ichnogenus (Spurengattung) Coelurosaurichnus. Ein weiteres Gebiet mit Spurenvorkommen ist Baden-Württemberg, wo ebenfalls Spuren kleiner theropoder Dinosaurier (hier die Ichnogenus Grallator) vorherrschen. Besonders gut erhaltene Fährten fand der Lehrer Wilhelm Obermeyer in der Nähe von Stuttgart. Im Jahr 1912 entdeckte er eine einzigartige, sechs Quadratmeter messende Platte mit über 100 Fußabdrücken, die jedoch bei einem Bombenangriff im Zweiten Weltkrieg verloren gegangen ist – heute existieren von diesem Fund lediglich Bruchstücke und eine Skizze.
Ein bedeutendes Naturdenkmal des späten Juras sind die Dinosaurierfährten von Barkhausen bei Bad Essen (Niedersachsen). An einer fast senkrechten Felswand sind mehrere Fährtenfolgen von großen Theropoden und Sauropoden zu sehen.
Das größte Fundgebiet für Dinosaurierspuren liegt jedoch in den Sandsteinablagerungen der Niedersächsischen Unterkreide. Die frühesten Funde datieren um 1840 und stammen aus Schichten des Berriasium. Besondere Bekanntheit erlangten die 1980 freigelegten Fährten von Münchehagen: Neben den Sauropodenspuren, die von einem Besucherzentrum umgeben sind, wurde im Jahr 2004 nahe der alten Fundstelle eine neue Spurenfundstelle mit wunderbar ausgeprägten Eindrücken entdeckt, die dem Pflanzenfresser Iguanodon und fleischfressenden Theropoden zugeschrieben werden (Siehe: Saurierfährten Münchehagen). Aus dem Sandstein von Niedersachsen stammen auch unzählige weitere Iguanodon-Spuren, die beim Abbau des Sandsteins geborgen werden. Viele Platten mit Spuren wurden Anfang des 20. Jahrhunderts jedoch, mangels Interesse, zerstört oder gar zum Straßenbau verwendet. Der bedeutendste Spurensammler war der Oberlehrer Max Ballerstedt, der im Gymnasium Adolfinum Bückeburg eine bedeutende Sammlung gegründet hatte. Aus den Bückebergen wurde unter anderem die Spur eines sehr großen Theropoden (Bueckeburgichnus) sowie die Spuren, die Ankylosaurier (Metatetrapous) zugeordnet wurden, beschrieben. 2007 wurden hier die Dinosaurierfährten von Obernkirchen gefunden, die ebenso wie die seit 2004 in Münchehagen gemachten Funde bis heute weiter freigelegt und untersucht werden.

## 21. Jahrhundert
Die Gebiete der Erde, aus denen derzeit die meisten neuen Funde gemeldet werden, sind vor allem China und Argentinien. Aus China stammen einzigartige Funde gefiederter Dinosaurier, wie der 2000 entdeckte Microraptor gui, der sowohl an den Armen als auch an den Beinen Konturfedern besaß. Dies lässt einige Forscher darauf schließen, dass dieser Theropode mit vier Flügeln von Baum zu Baum geglitten sein könnte.

### Neue Entdeckungen aus Deutschland

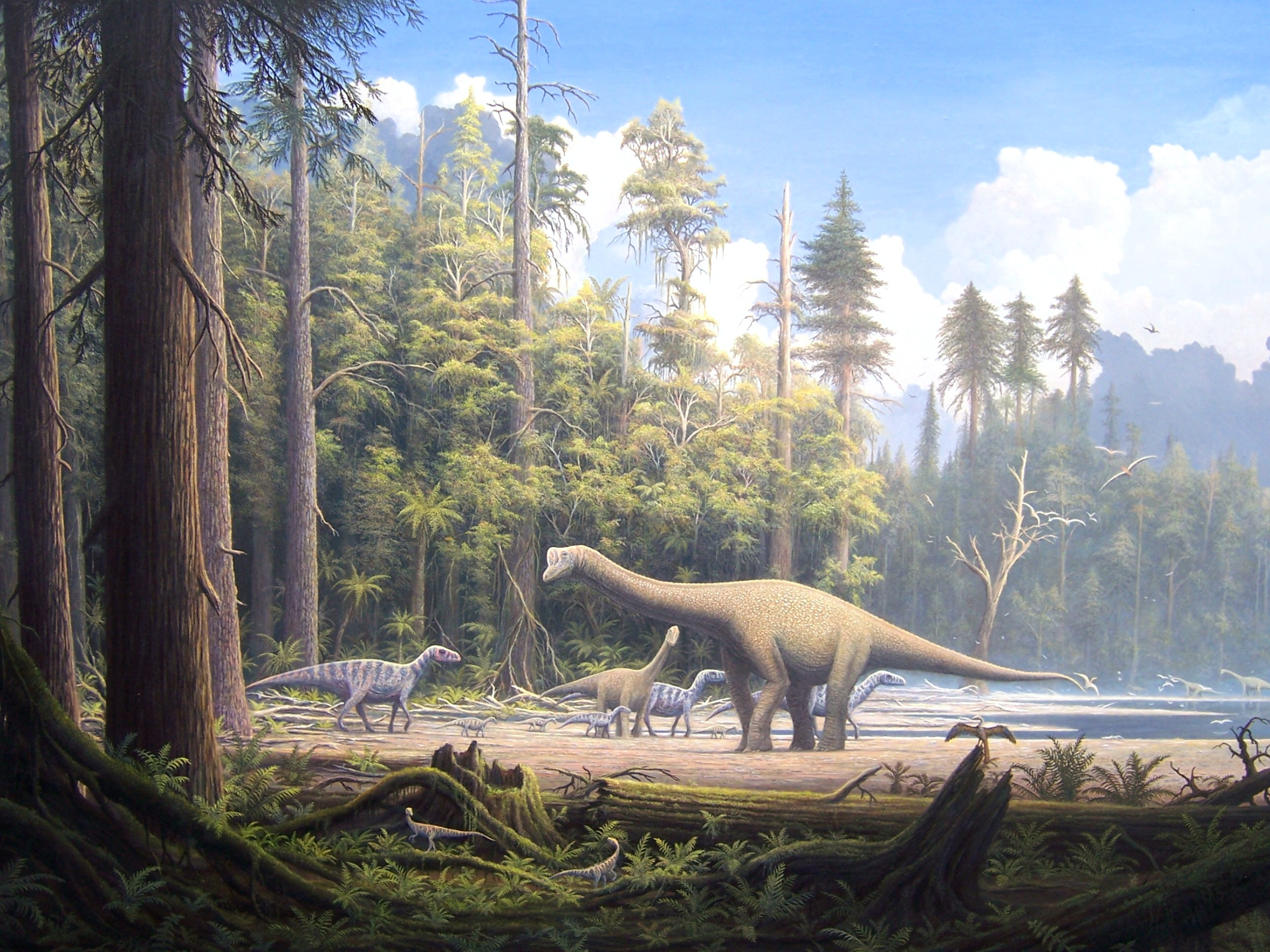
Szene aus dem Oberjura Norddeutschlands. Die Sauropoden im Bildzentrum gehören zur Art Europasaurus holgeri. Im Vordergrund sind zwei Compsognathus zu erkennen, im Hintergrund zieht eine Herde Iguanodon vorbei. (Gemälde von G. Boeggemann)

Aus der Jurazeit wurden in letzter Zeit besonders in Oker, in der Harzer Umgebung in Niedersachsen, seit 1998 Dinosaurierknochen gefunden. Bis heute hat das Grabungsteam über 100 Tonnen knochenführendes Gestein geborgen, unter den Überresten sind die Knochen von mindestens elf Sauropoden-Individuen. Sogar einer ihrer Schädel konnte geborgen werden, eine große Seltenheit und der erste derartige Fund in Europa. Die Funde wurden 2006 unter dem Namen Europasaurus holgeri wissenschaftlich beschrieben. Diese Art ist der kleinste bisher bekannte Sauropode; seine geringe Größe wird mit dem von rezenten Tieren bekannten Prozess der Inselverzwergung erklärt und ist der bei Dinosauriern am besten dokumentierte Fall bisher.
Im März 2006 wurde ein neuer, fast vollständiger Fund aus Schamhaupten (Bayern) beschrieben. Der kleine, nur 65 cm lange Theropode erhielt den Namen Juravenator starki.
In einem Kalksandsteinbruch im Wiehengebirge bei Minden (Nordrhein-Westfalen) wurden 1998 in der Ornatenton-Formation des Calloviums Theropodenknochen entdeckt, die 2016 als die neue Gattung und Art Wiehenvenator albati beschrieben wurden. Das gefundene subadulte Exemplar mit einer geschätzten Länge von ca. neun Metern stellt den größten bislang gefundenen Raubsaurier in Deutschland und einen der größten in Europa dar.